# Liste der denkmalgeschützten Objekte in Blížejov
Grundlage dieser Liste der denkmalgeschützten Objekte in Blížejov ist die ÚSKP-Liste (Ústřední seznam kulturních památek České republiky, deutsch Zentrale Liste der Kulturdenkmäler der Tschechischen Republik), die von der tschechischen Denkmalschutzbehörde NPÚ (Národní památkový ústav, deutsch Nationale Denkmalbehörde) seit 1987 geführt wird und an die seit dem Jahr 1850 geschaffenen Listen anschließt.

## Denkmalgeschützte Objekte nach Ortsteilen

### Blížejov
| Lage                                        | Objekt                | Beschreibung | ÚSKP-Nr.                  | Bild           |
| ------------------------------------------- | --------------------- | ------------ | ------------------------- | -------------- |
| Blížejov Ortsmitte am Hauptplatz (Standort) | Kirche des hl. Martin |              | 24194/4-2034 Info Katalog | weitere Bilder |

### Chotiměř (Blížejov)
| Lage                                                                 | Objekt                              | Beschreibung  | ÚSKP-Nr.                  | Bild           |
| -------------------------------------------------------------------- | ----------------------------------- | ------------- | ------------------------- | -------------- |
| Chotiměř (Blížejov), beim Schloss, nördlich der Ortschaft (Standort) | Schlosskapelle hl. Nepomuk und Park |               | 22488/4-2035 Info Katalog | weitere Bilder |
| Chotiměř (Blížejov), beim Schloss, nördlich der Ortschaft ()         | Nepomuksäule                        |               | 16455/4-2037 Info Katalog | Nepomuksäule   |
| Chotiměř (Blížejov), beim Schloss, nördlich der Ortschaft ()         | Kalvarienberg                       | Figurengruppe | 24976/4-2036 Info Katalog | Kalvarienberg  |

### Lštění (Blížejov)
| Lage                                        | Objekt | Beschreibung                   | ÚSKP-Nr.                  | Bild |
| ------------------------------------------- | ------ | ------------------------------ | ------------------------- | ---- |
| Lštění 18, am östlichen Ortsrand (Standort) | Feste  | mittelalterlicher Festungsturm | 14876/4-2137 Info Katalog | BW   |